# Żabnik (Długomiłowice)
Żabnik – dawna część wsi Długomiłowice w Polsce, w województwie opolskim, w powiecie kędzierzyńsko-kozielskim, w gminie Reńska Wieś.  Miejscowość zniesiona 1 stycznia 2017.